# ماريا لويز بالدوين
ماريا لويز بالدوين (بالإنجليزية: Maria Louise Baldwin)‏ هي أكاديمية أمريكية، ولدت في 13 سبتمبر 1856 في كامبريدج في الولايات المتحدة، وتوفيت في 9 يناير 1922.